# Monti di Orsomarso
I Monti di Orsomarso sono una catena montuosa situata nella fascia più meridionale dell'Appennino lucano, in territorio calabrese. Si estendono dalla Piana di Campotenese a nord, fino al Passo dello Scalone a sud. Tutta la zona è sita all'interno del Parco nazionale del Pollino.

## Geografia

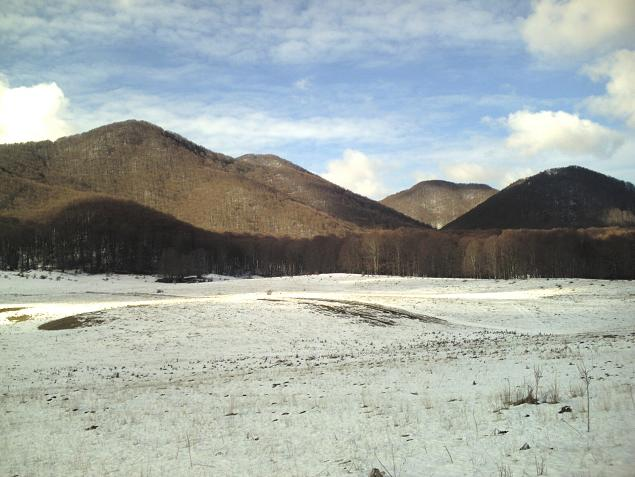
Il Piano di Novacco

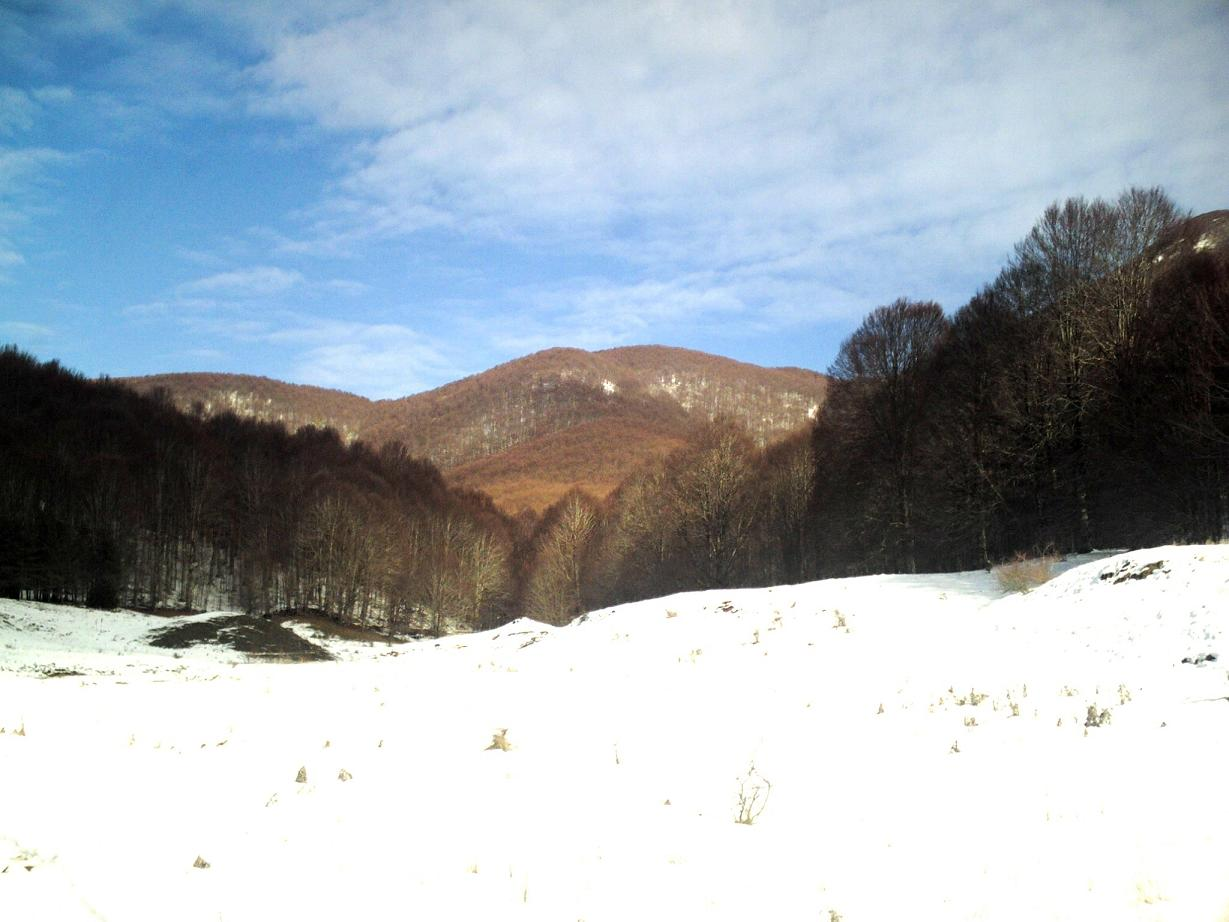
Il Piano di Novacco

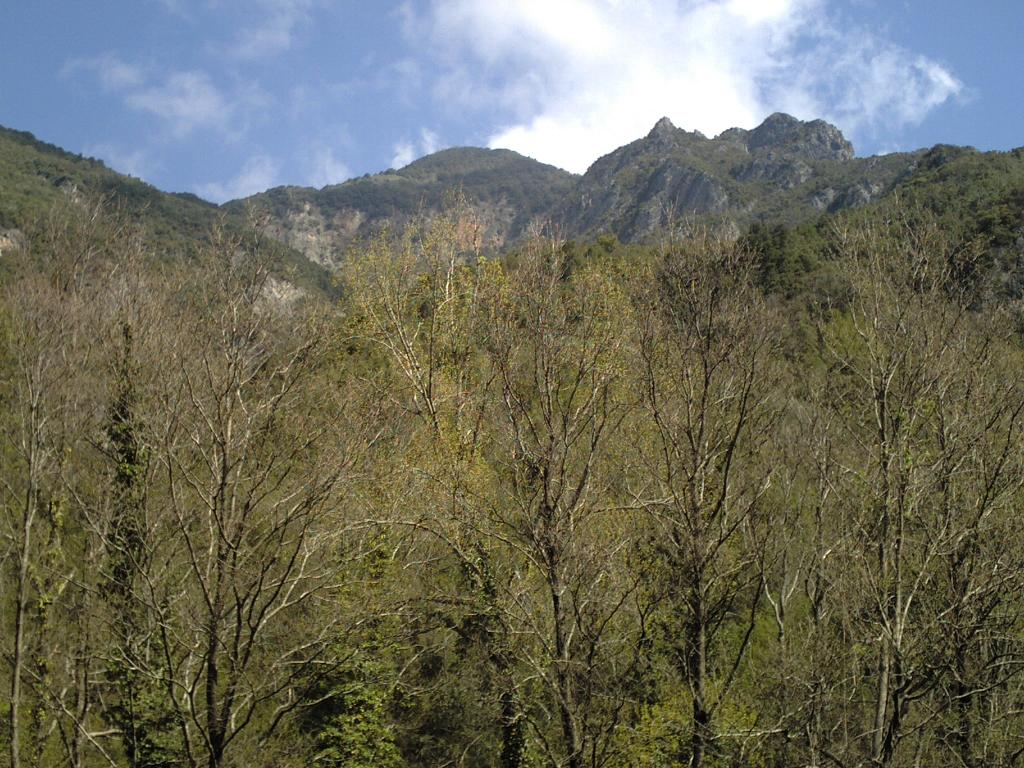
Picchi rocciosi nella Valle dell'Argentino

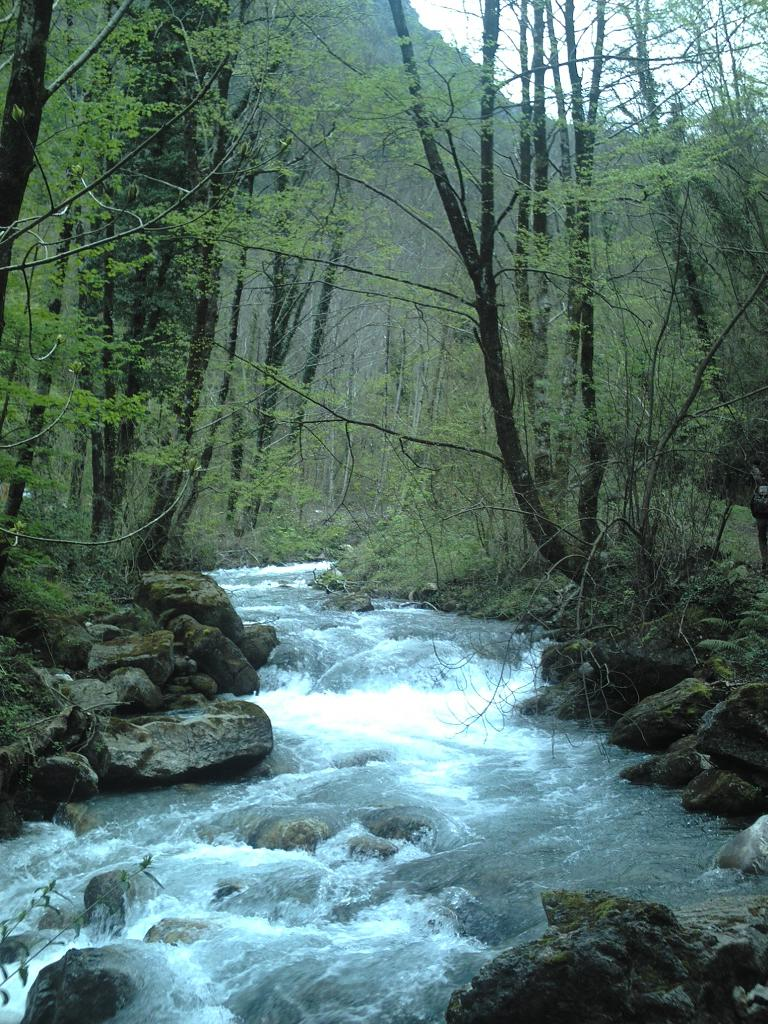
Il Fiume Argentino

Le Montagne di Orsomarso sono più basse rispetto a quelle del Pollino, ma l'imponenza non è da meno. Cime rocciose dominano valli ricche di selve di faggio, e soprattutto si domina la costa tirrenica, il Golfo di Policastro, i monti della Basilicata, della Campania e la maggior parte di quelli calabresi, dalla Serra Dolcedorme (2267 m) alle cime boscose della Sila.
Da nord verso sud le cime più significative sono: il Monte Palanuda (1632 m), il Monte Caramolo (1827 m), attorno al quale si estende l'affascinante Piano di Novacco, circondato da dolci montagne e da faggete. Sempre dalle pendici di questi monti nasce il Fiume Argentino, affluente del Lao, che forma una delle più alpestri valli appenniniche, circondata da alti picchi e da foreste.
A sud dell'Argentino si hanno le cime più elevate del gruppo: Cozzo del Pellegrino (1987 m), Monte La Mula (1935 m). Questi due nomi ricordano le cime di alcune tra le montagne forse più nevose della Calabria con pendici macchiate di neve fino a primavera inoltrata. Questa è una delle zone italiane più ricche di precipitazioni. Più di 2000 mm annui di pioggia e neve. Tale situazione trae origine dagli influssi umidi provenienti dal Mediterraneo occidentale, che venendo a contatto con l'aria fredda dei rilievi a ridosso della costa tirrenica si condensano dando vita a cospicue precipitazioni.
A sud del Monte La Mula si elevano le ultime propaggini dell'Appennino calabro. Si tratta dell'area più eccezionale da chi ama l'alpinismo, e questo dimostra che anche in Calabria è possibile arrampicare come sulle Alpi. È la corte di Montea (1825 m), una cima dalle caratteristiche dolomitiche, molto amata dagli alpinisti meridionali, e anche per questo la più frequentata. 
Il Monte La Mula è ricco di vene metallifere, oggi abbandonate, ma dalle quali dalla preistoria fino al secolo XIX sono stati estratti numerosi metalli, tra i quali rame, ferro e oro. Il toponimo Mula è stato anche interpretato come derivato dalla radice Accadica “mul”, che indica il pianeta Venere, oggetto di culto nelle religioni mesopotamiche (G. Tripodi: Some archaic toponyms of Middle Eastern origin in Western Europe. Complessità 8, 2013 p.284). Il toponimo potrebbe dunque testimoniare la frequentazione di questo territorio da parte di genti di provenienza orientale ben prima della colonizzazione greca.

Accanto alla Mula sta il Monte Frattina (1535 m), un belvedere sul mare e sulle maggiori cime dei Monti di Orsomarso. A sud di Monte Frattina si eleva infine il Monte La Caccia (1744 m), che come la Montea si manifesta in maniera eccezionale con le pareti rocciose tra le più imponenti dell'Appennino. Nella letteratura alpina, la sola testimonianza storica per quanto riguarda questa parte di dorsale risale al 1898 dalla penna dell'appassionato alpinista Vincenzo Campanile: 
Il Monte La Caccia è anche l'ultima montagna dell'Appennino lucano e lascia posto all'ultima fascia appenninica: quella dell'Appennino calabro e quindi alla Catena Costiera.

## Clima
Il clima varia dal versante e dall'altitudine. Risulta più piovoso il lato tirrenico, dove, anche a bassa quota, si registrano più di 1400 mm annui. Fino a 500 metri domina un clima di tipo mediterraneo, meno caldo e più umido il versante occidentale. In questo piano l'inverno si presenta abbastanza mite e piovoso, l'estate è molto calda e siccitosa, specialmente l'area orientale.
Più in alto, fino a 1000 metri si ha un clima temperato fresco di tipo appenninico di transizione. L'inverno è freddo, ma non rigido, piovoso e con neve nei periodi più freddi dell'anno; l'estate è calda, ma meno siccitosa rispetto al piano basale. Dai 1000 metri si entra completamente nel piano montano. Fino a 1800 metri il clima è tipicamente montano: l'inverno è rigido, nevoso, mentre l'estate è fresca e ventilata, con qualche temporale pomeridiano. Le precipitazioni superano i 2000 mm annui.
Dai 1800 fino alle cime più alte, il clima diventa tipicamente alpino: l'inverno è molto rigido, ventoso, nevoso, con periodi di ghiaccio intensi. L'estate è anch'essa molto fresca, sempre molto ventilata, con nebbie e piogge improvvise anche nei periodi più caldi. Clima questo delle aree sommitali tipico delle cime appenniniche.

## Galleria d'immagini

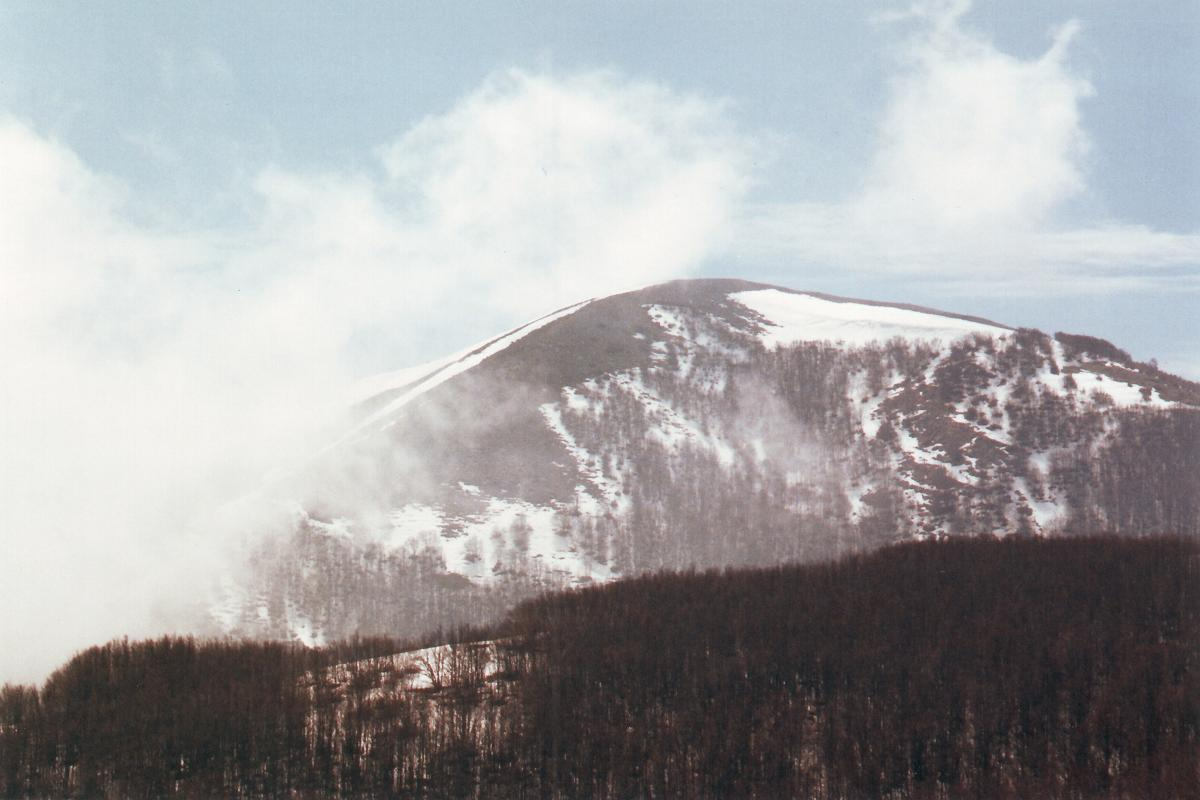
Monte Muletta
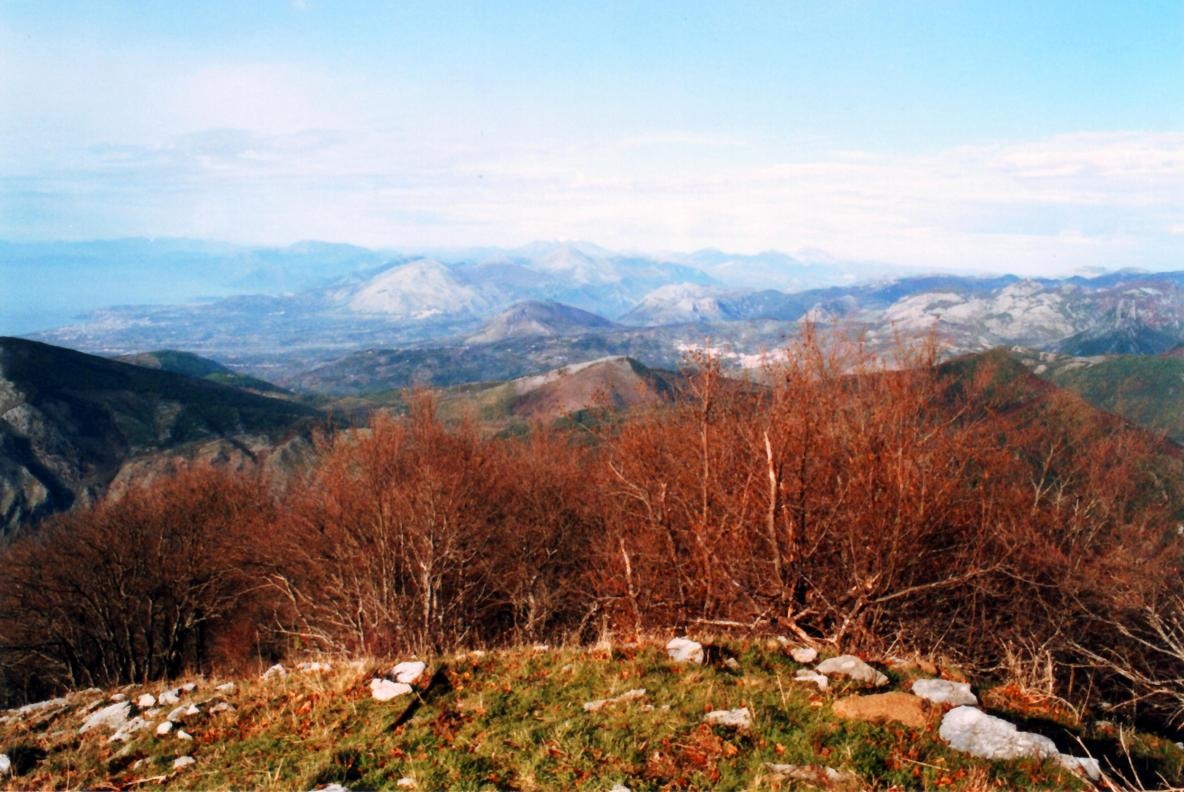
Da Monte Frattina verso nord
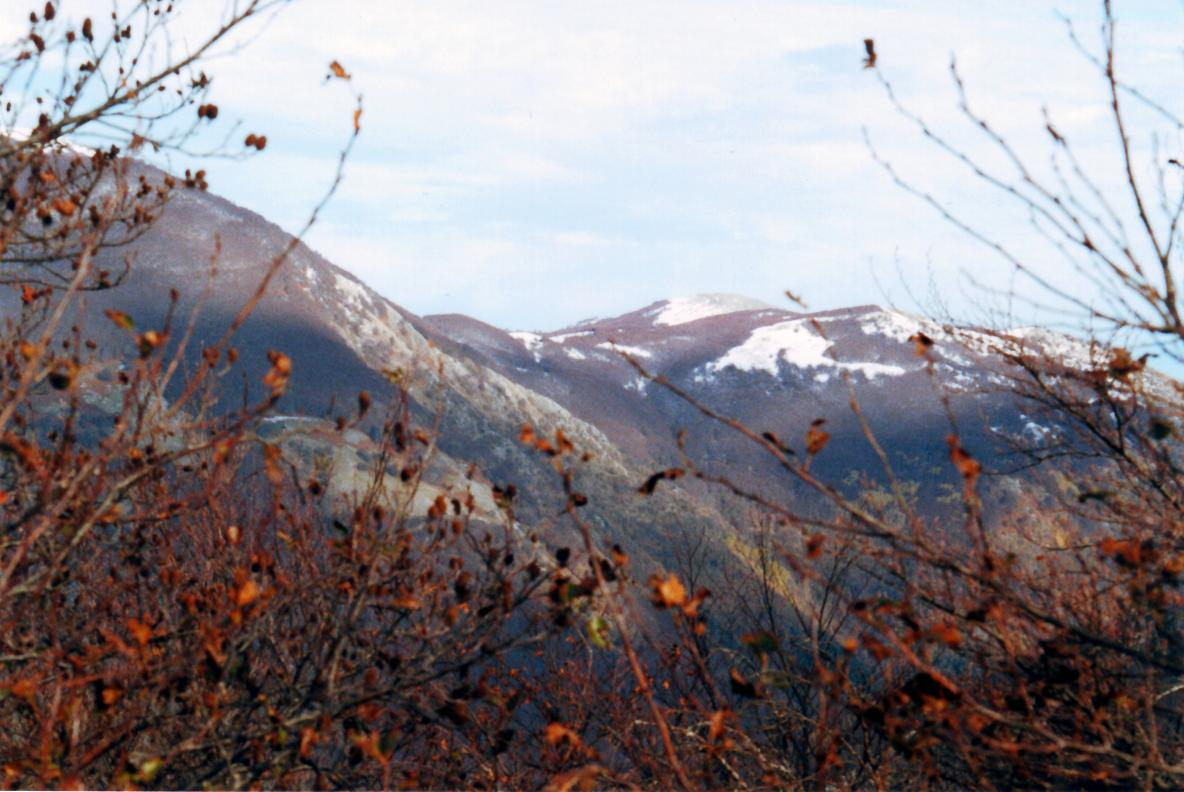
Da Monte Frattina verso est
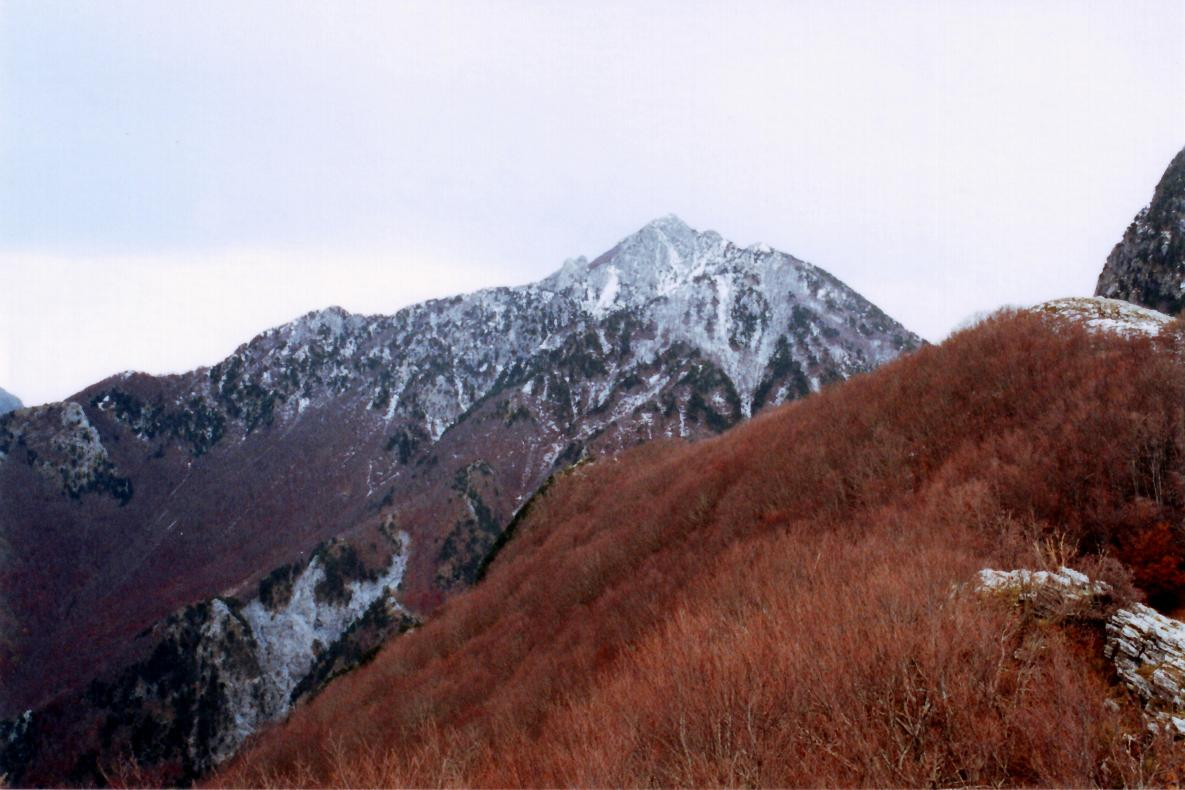
La Montea da Monte Frattina
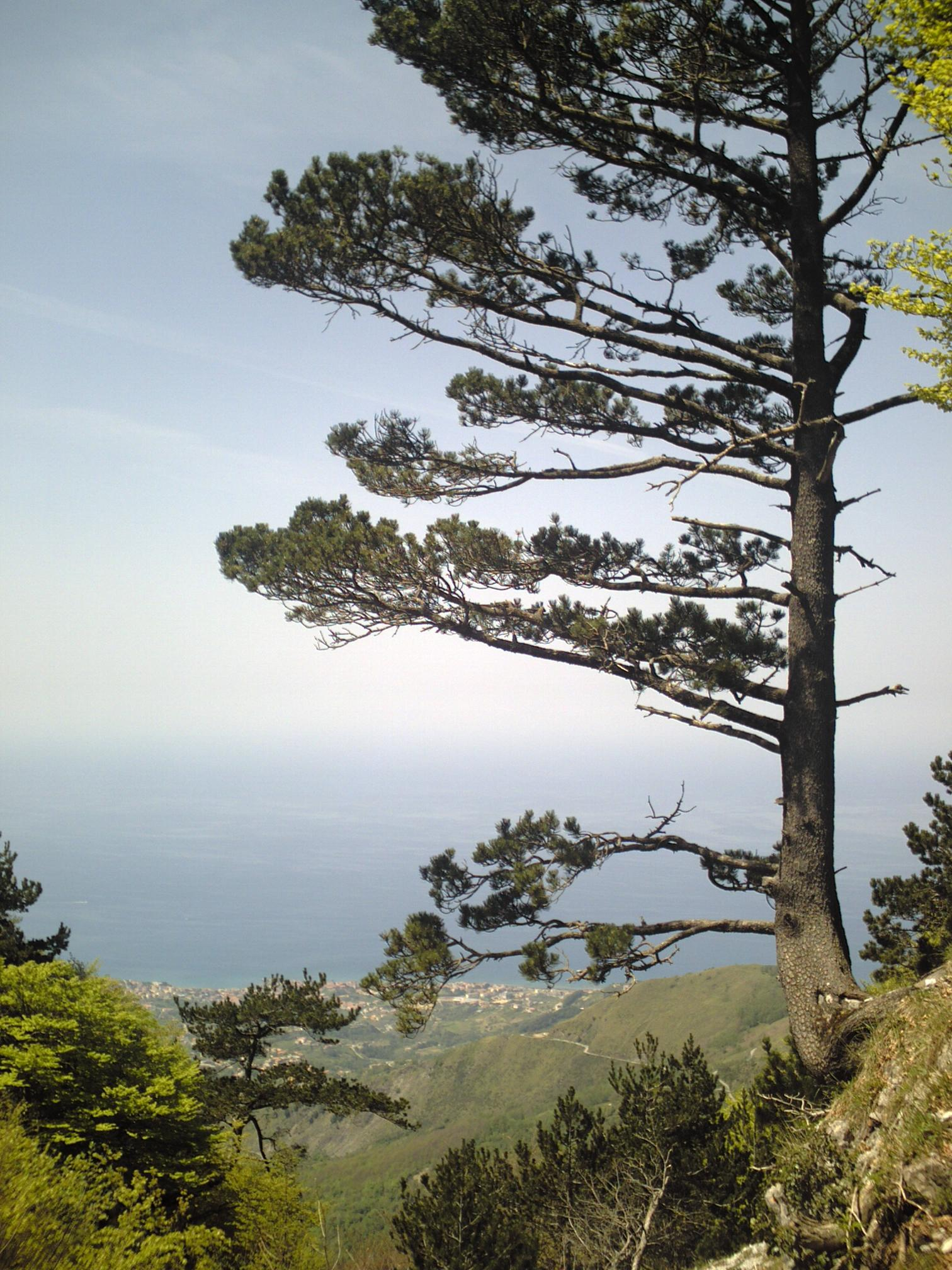
Pino Loricato sulle pendici meridionali di Monte La Caccia. Sullo sfondo il Mar Tirreno
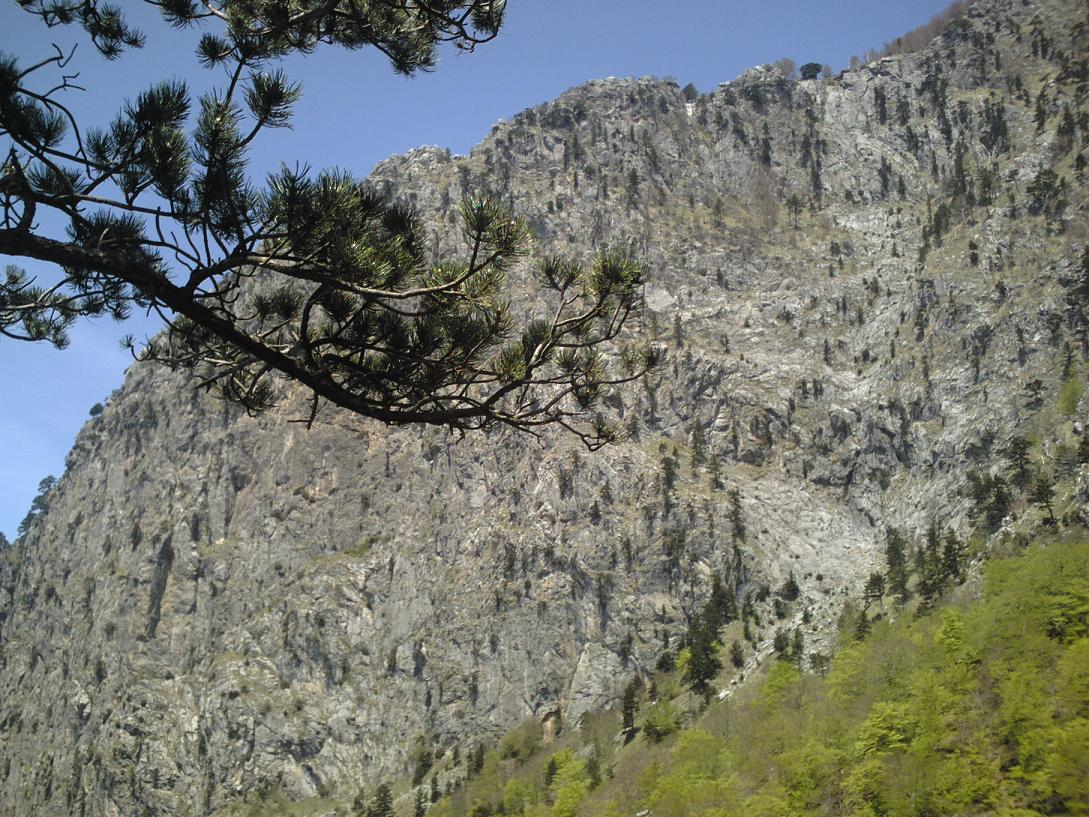
L'imponente parete meridionale di Monte La Caccia
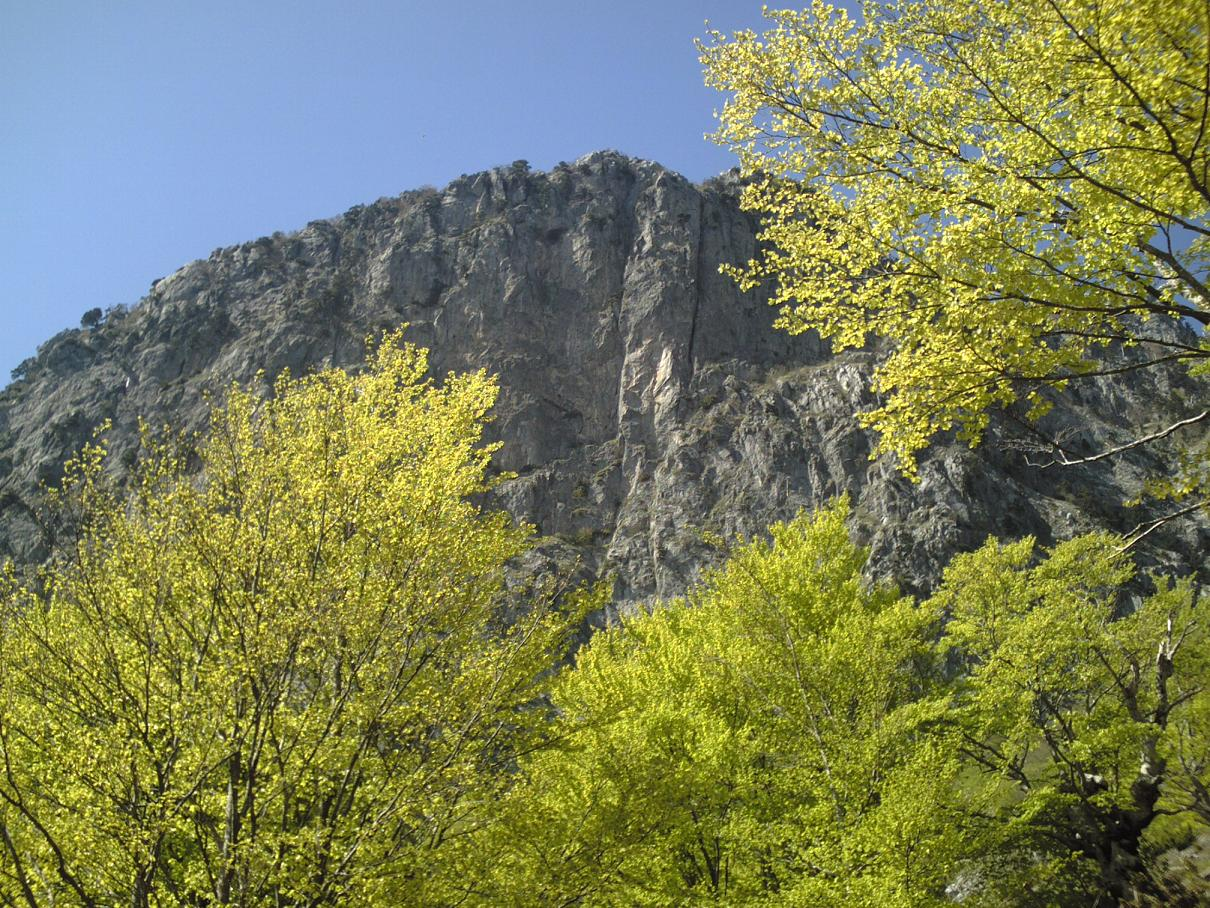
L'imponente parete meridionale di Monte La Caccia tra i faggi
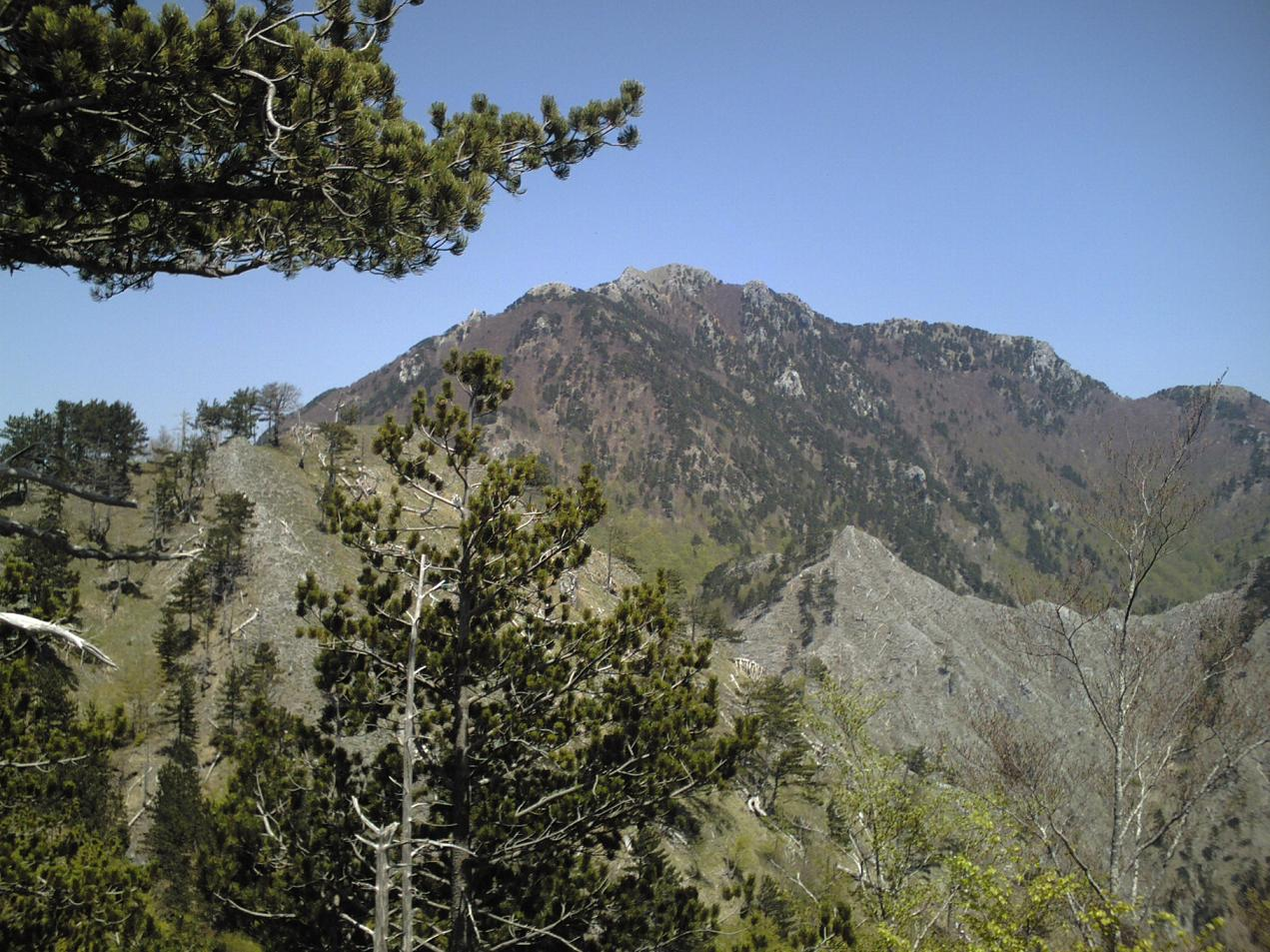
La Montea da Serra La Croce
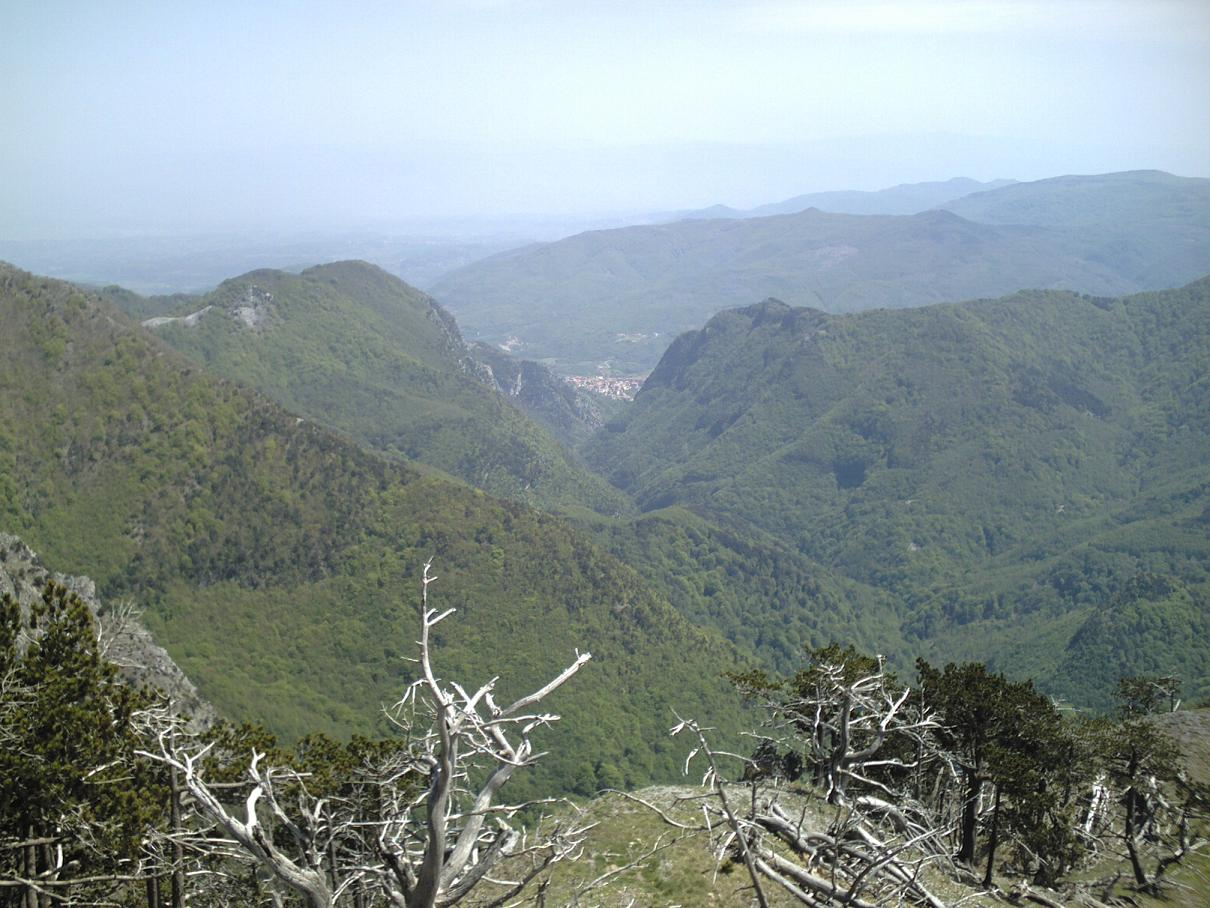
Panorama dalla cima di Serra La Croce verso Sant'Agata di Esaro